# Labena moragai
Labena moragai är en stekelart som beskrevs av Ian D. Gauld 2000. Labena moragai ingår i släktet Labena och familjen brokparasitsteklar. Inga underarter finns listade i Catalogue of Life.